# タカモトケンジ
タカモト ケンジ（本名：高本賢司、1983年7月23日 -）は、日本のシンガーソングライター。大阪府高石市出身。血液型はO型。

## 主な活動
15歳から音楽を始める。ユニット「武田&高本」として大阪・天王寺にて毎週のストリートライブは計1000回以上。
関西を中心にライブ・学園祭ツアーなども行い、関東ライブツアーも行う。TV朝日系「The Street Fighters」アーティストランキングにて、最高位・近畿エリア1位、全国15位。2007年7月に解散。
解散後、ソロ活動を開始。2008年2月に上京。錦糸町・柏などでストリートライブを行い、現在は関東（東京・千葉）を中心にライブハウスやイベントにて活動中。
ブログ「敵は煩悩にあり」より

## 人物
- 現在のサインは小学2年生ですでに完成していた
- 特技は鼻の穴に500円玉を差し込む